# Farmacevtika
Farmacevtika je področje farmacije, ki se ukvarja z načrtovanjem in izdelavo farmacevtskih pripravkov (zdravil). Naloga farmacevtike je, da neko učinkovino vgradi v primerno farmacevtsko obliko. Ta farmacevtska oblika oz. pripravek zagotavlja, da bo ta učinkovina prešla v telo in tam dosegla svoj terapevstki učinek ob kar najmanjših stranskih učinkih.

## Razvoj farmacevtske oblike
Nekoč je razvoj farmacevtske oblike potekal izkustveno; izdelane farmacevtske oblike, ki so izkazovale želene lastnosti, so obdržali. Na ta način so nastale zgodovinske farmacevtske oblike, kot na primer pilula. Pilule se danes več ne izdelujejo.
V današnjih časih poteka razvoj farmacevtske oblike na osnovi znanstvenih spoznanj. Začetna oblika, ki služi kot prototip, se imenuje predformulacija. Nato to farmacevtsko obliko izdelajo v laboratoriju v manjši količini ter izvedejo ustrezne preskuse. Šele po dokazani ustreznosti se lahko začne tovarniška proizvodnja. 

## Dobra proizvodna praksa
Dobra proizvodna praksa zajema smernice, ki jih je potrebno upoštevati v proizvodnji. Gre za splošno veljavne metode, ki zagotavljajo varnost in kakovost farmacevtskega izdelka skozi celoten proces proizvodnje. Zajema celotno obdobje od pridobivanja pomožnih snovi in učinkovin do izteka roka uporabnosti farmacevtskega izdelka (povprečno gre za obdobje 3-5 let, odvisno od izdelka).   
Svetovna zdravstvena organizacija je leta 1986 uvedla nezavezujoče smernice, ki so jih leta 1992 posodobili. Posodobitev iz leta 1992 je uvedla natančno medprocesno kontrolo, torej nadzor nad sleherno stopnjo proizvodnje. Potemtakem ni pomembna le kakovost končnega izdelka, marveč mora standardom za kakovost ustrezati vsaka stopnja proizvodnje posebej.
Na drugih področjih farmacije so smernice DPP prirejene:
- DLP - dobra laboratorijska praksa
- DKP - dobra klinična praksa

Smernice DPP zajemajo med drugim:
- prevzem odgovornosti
- izobraževanje zaposlenih
- prostore
- prostorska ločitev proizvodnje, pakiranja in shranjevanja
- preskušanje
- označevanje izdelkov
- higieno
- kakovost materialov
- medprocesno kontrolo
- validacijske postopke
- nadzor kakovosti